# محمد بن فارس
محمد بن فارس بن محمد بن خليفه بن سلمان آل خليفه رائد الطرب الشعبي في البحرين. ولد في العام 1312 هـ - 1895 م في مدينة المحرق.
وتعلم العزف على العود والغناء من اخيه الأكبر عبد اللطيف بن فارس، الذي جمع له النصوص الغنائية المتوفره آنذاك والتي سجل بعضها في اسطواناته التي بقيت بعد وفاته في العام 1947 م.
وقد اشتهر محمد بن فارس كمطرب له جمهور من المعجبين بفنه وحسن صوته وبراعه ادائه وحسن اختياره من النصوص. في العام 1913 التقى بالفنان عبد الرحيم عسيري أو عبد الرحيم اليماني في البحرين.
أخذ منه مجموعه من النصوص الغنائية من قصائد الشعر الحميني فوضع لها الالحان التي ميزتها بفن الصوت. وقد انفرد في أسلوب ادائي مميز، لم يستمده من غيره ولم يكن معروفا عند من سبقه من المطربين الشعبيين.
ظهرت تسجيلاته الأولى في الأسواق عام 1933 م فذاعت شهرته وصار اسمه على كل لسان، واقبل الناس على الاستماع لتلك الاسطوانات في المقاهي الشعبية وفي الدور والبيوت.
وبلغت شهرته بلدان الخليج، وتتلمذ على يديه عدد كبير من المطربين.
ولقد غنى الفنان محمد بن فارس الكثير من النصوص الغنائية والقصائد الفصحى والعامية، بألحان تناسب موضوعاتها وكلماتها.
وقد استطاع هذا الفنان تقديم غناء الصوت في الحان مبتكره جديده وأخرى مطوه من الموروث القديم، كما استطاع تفعيل ساحة الغناء في البحرين والخليج تفعيلا قويا ما زال صداه يتردد بعد مرور حوالي 70 عاما. على تسجيله بعض اللحانه في اسطوانات.
تُوفي في يوم العاشر من محرم 1367هـ الموافق 23نوفمبر 1947 ودفن في مقبرة المحرق.